# Calocheirus atopos
Calocheirus atopos es una especie de arácnido del orden Pseudoscorpionida de la familia Olpiidae.

## Distribución geográfica
Se encuentra en Arabia Saudita, Israel y Sudán.